# Tangram

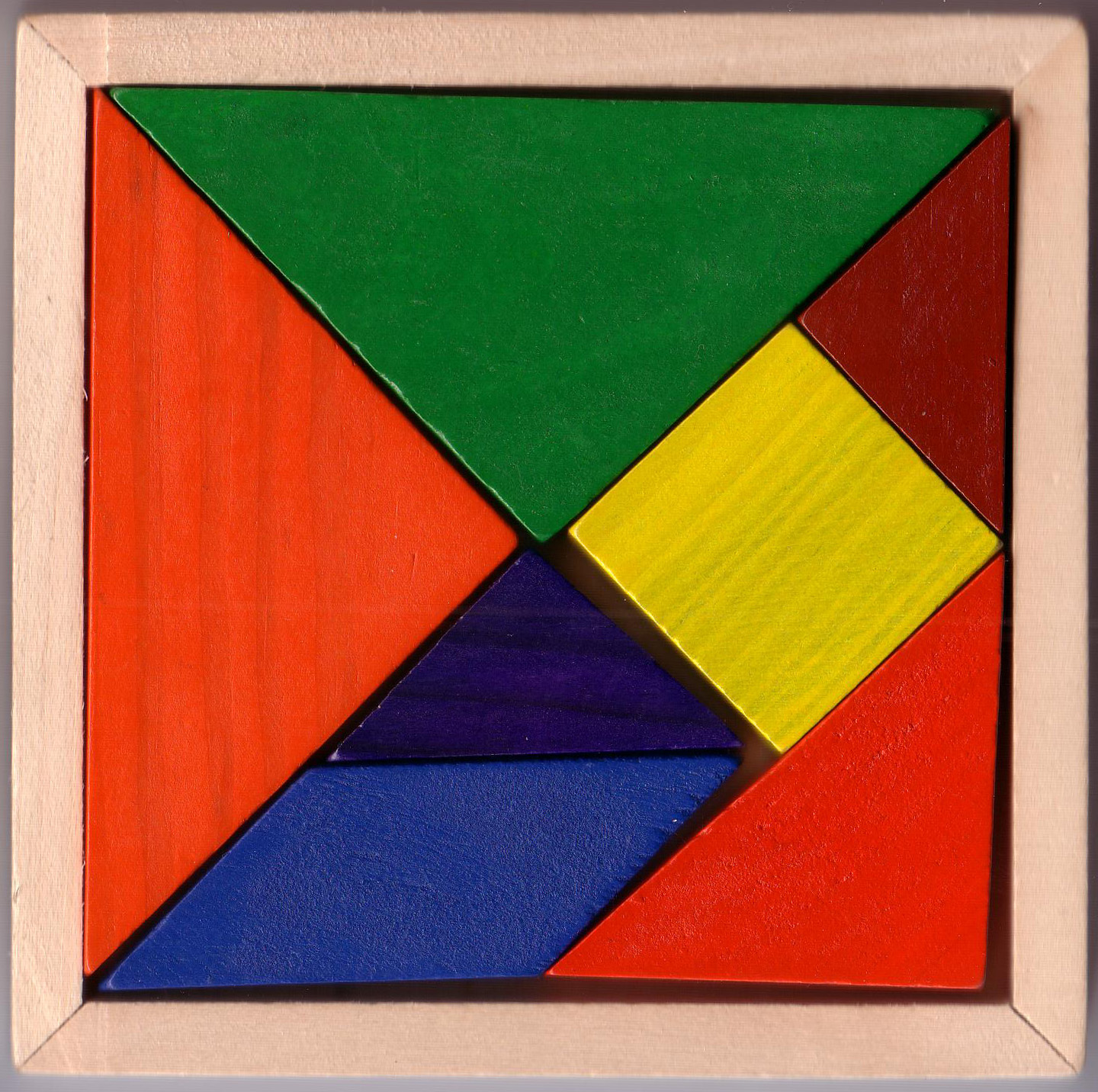
Esta es la configuración normal de las piezas del Tangram.

El tangram es un juego chino muy antiguo, que consiste en formar siluetas de figuras con las siete piezas dadas sin solaparlas. Las 7 piezas, llamadas "Tans", son las siguientes:
- 5 triángulos, dos construidos con la diagonal principal del mismo tamaño, los dos pequeños de la franja central también son del mismo tamaño y uno de tamaño medio ubicado en una esquina.
- 1 cuadrado
- 1 paralelogramo o romboide

Normalmente los "Tans" se guardan formando un cuadrado.
Existen varias versiones sobre el origen y popularidad del tangram, una de las más famosas con el vocablo latino "grama" que significa escrito o gráfico. Otra versión dice que el origen del juego se remonta a los años 618 a 907 de nuestra era, época en la que reinó en China la dinastía Tang de donde se derivaría su nombre.
Puede ser de varios y distintos colores

## Historia del tangram

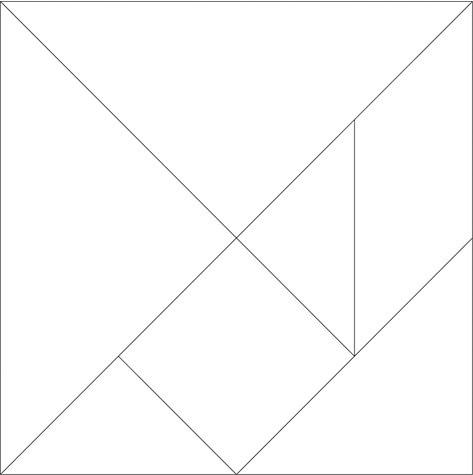
Tangram imprimible

El Tangram es un rompecabezas que está compuesto por 7 piezas: un paralelogramo (romboide), un cuadrado y 5 triángulos. El objetivo de este juego es crear figuras utilizando las 7 piezas. Las piezas deben tocarse pero no superponerse. Según los registros históricos chinos, estos muebles estaban formados originalmente por un juego de 6 mesas rectangulares. Más adelante se agregó una mesa triangular y las personas podían acomodar las mesas de manera que formaran una gran mesa cuadrada. Hubo otra variación más adelante, durante la dinastía Ming, y un poco más tarde fue cuando se convirtió en un juego.
Hay una leyenda que dice que un sirviente de un emperador chino llevaba un mosaico de cerámica, muy caro y frágil, y tropezó rompiéndolo en pedazos. Desesperado, el sirviente trató de formar de nuevo el mosaico en forma cuadrada pero no pudo. Sin embargo, se dio cuenta de que podía formar muchas otras figuras con los pedazos.
No se sabe con certeza quién inventó el juego ni cuándo, pues las primeras publicaciones chinas en la que aparece son del siglo XVIII, y entonces el juego era ya muy conocido en varios países. En China, el Tangram era muy popular y se consideraba un juego para mujeres y niños.
A partir del siglo XVIII, se publicaron en América y Europa varias traducciones de libros chinos en los que se explicaban las reglas del Tangram, el juego era llamado "el rompecabezas chino" y se volvió tan popular que lo jugaban niños y adultos, personas comunes y personalidades del mundo de las ciencias y las artes; el tangram se había convertido en una diversión universal. Napoleón Bonaparte se convirtió en un verdadero especialista en Tangram desde su exilio en la isla de Santa Elena.

## Paradojas
Una paradoja del tangram es una falacia aparente en la composición de figuras. Por ejemplo, dos figuras compuestas por el mismo conjunto de piezas, una de las cuales parece ser un subconjunto de la otra.
Una de estas famosas paradojas es la de los dos monjes, atribuida a Henry Dudeney, la cual consiste en dos formas similares, una con pie y otra sin él.
En realidad, la zona del pie está compensada en la segunda figura por un cuerpo sutilmente más grande.

La paradoja de los dos monjes.

Otra paradoja, la de la taza mágica, fue propuesta por Sam Loyd en el libro The 8th Book of Tan.

La paradoja de la taza mágica.

Cada una de estas tazas fue compuesta usando las mismas siete formas geométricas, pero la primera está completa y las otras tienen huecos de distintos tamaños.
En realidad, la figura de la izquierda es un poco más corta que las otras dos, la del medio es un poco más ancha que la de la derecha y la de la derecha es más estrecha.
Otra paradoja, la del cuadrado misterioso, también fue propuesta por Sam Loyd:

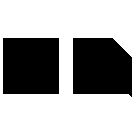
La paradoja del cuadrado misterioso.

...el cuadrado misterioso, construido con siete piezas. Hay una esquina que se suprime y, aun así, el resultado sigue teniendo siete piezas.

## Figuras

Una de las tantas figuras que se pueden realizar.

En cuanto a las figuras que pueden realizarse con el tangram, la mayor parte de los libros europeos copiaron las figuras chinas originales que eran tan solo unos cientos. Para 1900 se habían inventado nuevas figuras y formas geométricas y se tenían aproximadamente más de 900 figuras. Los primeros libros sobre el tangram concedían más atención al juego mismo y sus siete componentes, de forma que el tangram era producido y vendido como un objeto: tarjetas con las siluetas, piezas de marfil y envoltorios en forma de caja, etc. En los libros aparecían unos cuantos cientos de imágenes, en su mayor parte figurativas, como animales, casas y flores, junto a una escasa representación de formas muy extrañas.

## Usos actuales
Hoy en día, el Tangram se usa como entretenimiento, en psicología, en educación física, en diseño, en filosofía y particularmente en pedagogía. En el área de enseñanza de las matemáticas el Tangram se emplea para introducir conceptos de geometría plana, y para promover el desarrollo de capacidades psicomotrices e intelectuales de los niños, pues permite ligar de manera lúdica la manipulación concreta de materiales con la formación de ideas abstractas.